# Izgubljeni svijet
Izgubljeni svijet peti je studijski album hrvatskog glazbenog sastava Colonia. Diskografska kuća Croatia Records objavila ga je u kolovozu 2002.

## Popis pjesama
1. "Oduzimaš mi dah"
2. "Ne brini"
3. "Mala G."
4. "Svjetla grada"
5. "Na tvojoj strani postelje"
6. "Ako odeš"
7. "Zadnji let za Pariz"
8. "U treptaj oka"
9. "Bye bye"
10. "Ruke u zrak"
11. "Ona"
12. "Mjesečari"
13. "Izgubljeni svijet"